# Balıkesirspor Kulübü
A Balikesirspor Kulübü Derneği (magyarul: Balikesirspor Sportklub), egy török sportegyesület, mely leginkább futballcsapatáról ismert. A klubot 1966-ban alapították, jelenleg a Süper Lig-ben, azaz a török első osztályban szerepel. A csapat székhelye Balıkesir városa, stadionja a 15.800 férőhelyes Balıkesir Atatürk Stadion.

## Játékoskeret
Frissítve :2016. szeptember 1.
| #  |     | Poszt | Név                 |
| -- | --- | ----- | ------------------- |
| 1  | CRO | K     | Andrija Vuković     |
| 4  | TUR | V     | İlhan Eker          |
| 5  | TUR | KP    | Eray Ataseven       |
| 6  | TUR | KP    | Muhammed Ali Doğan  |
| 7  | TUR | KP    | Mehmet Boztepe      |
| 8  | TUR | KP    | Nizamettin Çalışkan |
| 9  | CMR | CS    | Christian Bekamenga |
| 10 | TUR | KP    | Dilaver Güçlü       |
| 11 | FRA | KP    | Daudet N'Dongala    |
| 12 | TUR | V     | Okan Alkan          |
| 15 | TUR | V     | Oğuz Yılmaz         |
| 17 | CRO | CS    | Josip Tadić         |
| 19 | TUR | K     | Atilla Özmen        |

| #  |     | Poszt | Név               |
| -- | --- | ----- | ----------------- |
| 24 | TUR | CS    | Burak Çalık       |
| 25 | TUR | V     | Doğa İşeri        |
| 27 | TUR | V     | Uğur Aygören      |
| 44 | CRO | V     | Tomislav Glumac   |
| 54 | TUR | V     | Hüseyin Tok       |
| 55 | TUR | V     | Oğuzhan Çapar     |
| 61 | TUR | V     | Bülent Cevahir    |
| 80 | CAF | KP    | Foxi Kéthévoama   |
| 87 | TUR | KP    | İshak Çakmak      |
| 97 | TUR | CS    | Çağatay Vatan     |
| 99 | TUR | CS    | Abdulkadir Özgen  |
|    | TUR | KP    | Akçan Deniz Sayar |
|    | NED | CS    | Género Zeefuik    |

## Edzők
(a 2010-es évektől kezdődően)
- Selahaddin Dincel (2010. június 15.– 2010. december 6.)
- Mesut Dilsöz (2011. január 10. – 2012. december 9.)
- İsmail Ertekin (2012. december 3. – 2014. november 24.)
- Kemal Özdeş (2014. december 4. – 2015. április 26.)
- Cihat Arslan (2014. április 27. – 2015. június 12.)
- Erkan Sözeri (2015. június 14. – 2015. október 5.)
- Fikret Yılmaz (2015. november 10. – 2016. május 7.)

## Bajnoki szereplés
- 1966–75: Turkey Second League
- 1975–76: Turkey First League
- 1976–86: Turkey Second League
- 1986–92: Turkey Third League
- 1992–96: Turkey Second League
- 1997–01: Turkey Third League
- 2001–06: Amatör Futbol Ligleri
- 2006–10: TFF Third League
- 2010–13: TFF Second League
- 2013–14: TFF First League[2]
- 2014–15: Süper Lig
- 2015–2016: TFF First League
- 2016–: Süper Lig